# Salafisme
|  | Denne artikel omhandler en islamisk bevægelse. Se Salaf om gruppen af tidlige muslimer |
Salafisme (Arabisk: سلفي "forgængere" eller "tidlige generationer") er et generisk udtryk, som betegner en ortodoks og fundamentalistisk sunni-muslimsk retning, der fremhæver de fromme forgængere (Salaf) fra den tidlige islams patriarkalske periode som eksemplariske forbilleder.
Salafister anser de første tre generationer af muslimer, dvs. Muhammeds samtidige og de to generationer efter ham, Tabi‘in og Taba‘ at-Tabi‘in, som rollemodeller for hvorledes islam burde forstås og praktiseres. Princippet er afledt af denne hadith af Muhammed:
| Citat | Folk af min generation er de bedste, dernæst de, som følger efter dem, og så de, der følger efter de sidstnævnte. | Citat |
|       | |       |

Salafismens vigtigste dogme er, at islam var perfekt og fuldkommen på Muhammeds og hans samtidiges tid, men at uønskede ændringer er blevet føjet til i de siden forløbne århundreder på grund af materialistisk og kulturel indflydelse. Den søger derfor at genoplive en praktisering af islam, som i højere grad ligner religionen på Muhammeds tid. Salafismen er også blevet beskrevet som en forenklet version af islam, hvor tilhængerne kun følger få påbud og ritualer.
Den salafistiske lære betegnes ofte som "wahhabisme", men salafister forkaster sædvanligvis dette udtryk, dels fordi det anses for at være nedsættende og dels fordi ingen tidligere tilhængere af salafismen har betegnet sig således. Typisk benyttede de i stedet udtryk som "Muwahidoon," "Ahle Hadith," eller "Ahl at-Tawheed." 

## Etymologi
Ordet "Salaf" er en kort form af "Salaf al-Ṣāliḥ" (arabisk: السلف الصالح) med betydningen: "(retfærdige) forgængere" eller "(fromme) forfædre."

## Kendetegnende tro og religiøs praksis
Der er forskel på, hvilke grupper og bevægelser som inkluderes i betegnelsen salafister.
- Nogle definerer betegnelse bredt, så den f.eks. medtager grupper som det muslimske broderskab (der benytter betegnelsen salafi i "Om os"-sektionen (min nahnu) på deres hjemmeside[7]) og deobandi[8]

..."og deobandi Nogle berømte fremstillinger fra GREAT MUJADDITH's OF Deoband "...hvert eneste af disse vildledte synspunkter er et veletableret synspunkt for Deobandi ..."  eftersom de mener, at disse grupper er skyldige i religiøs innovation (bid'ah) eller det, som er værre.
Uanset hvor mange grupper, man lader definitionen omfatte, vil salafister idealisere et rent, ukorrumperet islamisk samfund og mene, at en genoplivning af islam vil følge af en efterligning af de tre første generationer samt udslettelse af al fremmed indflydelse på religionen. Der lægges særlig vægt på monoteisme (tawhid), hvorfor mange muslimske traditioner, som nu er blevet almindelige, fordømmes som polyteisme, dvs. Shirk. Det gælder f.eks. dyrkelsen af grave for islamiske profeter og helgener. Salafister er i almindelighed imod både doktrinerne i sufisme og shi'a, som de anser for at indeholde mange aspekter af shirk og bid`ah.
Salafister forkaster dogmatisk teologi (kalam), som anses for at være baseret på klassisk græsk filosofi (dvs. stammende fra f.eks. Platon og Aristoteles) og dermed baseret på importerede begreber, som er fremmede for islams originale udtryk.
Der lægges stor vægt på ritualer, ikke kun i bøn men i enhver aktivitet i livet. Eksempelvis skal man altid benytte tre fingre, når man spiser, vand skal drikkes siddende og med tre indlagte pauser, og man skal sikre sig, at ens klædning ikke når længere ned end anklerne.
Salafismen adskiller sig fra de andre og tidligere islamiske genfødselsbevægelser fra 1970'erne og 1980'erne, som i almindelighed kaldes islamisme, ved at (i det meste mange) salafister ikke kun forkaster vestlige ideologier som socialisme og kapitalisme, men også almindelige vestlige koncepter som økonomi, forfatninger, politiske partier, revolution og social retfærdighed. Muslimer bør ikke engagere sig i vestlige aktiviteter som politik, "selv ikke ved at give dem en islamisk drejning."  I stedet bør muslimer holde sig til traditionelle aktiviteter, især udbredelse af viden om islam, (dawah). Salafister fremmer sharia snarere end et islamisk politisk program eller en islamisk stat.
Salafismen er en bevægelse, hvis tilhængere er delt på spørgsmålet om deres tilknytning til en af de fire anerkendte skoler (madh'hab) indenfor lovkundskab: Maliki, Shafi, Hanbali og Hanafi.
- Salafister skal basere deres lovkundskab direkte på Koranen, på sunna og de tre første muslimske generationer. De tror, at bogstavelig læsning af koranen, af hadith og den konsensus (Ijma), der er indenfor Ulema, er tilstrækkelig vejledning for den troende. Bogstavelig talt alle salafistiske lærde støtter denne indstilling.

- De henfører mange af deres læresætninger til den syriske lærde Ibn Taymiya og hans elever Ibn al-Qayyim og Ibn Kathir fra det 14. århundrede og på Muhammad ibn Abd al-Wahhab fra det 17. århundrede.

- Ingen madh'hab skal følges blindt, og i visse tilfælde kan salafister vælge synspunkter, som adskiller sig fra dem alle, men det er dog almindeligt, at en af de fire skoler følges. Eksempelvis fulgte Ibn Taymiya hanbali-madhhab, mens nogle af hans elever (som Ibn Kathir og Al-Dhahabi) fulgte shafi-madhhab. Andre elever, som Ibn Abu al-Iz følger Hanafi-madhhab.

## Salafismens historie
Fra salafisternes eget perspektiv begynder deres historie med Muhammed selv. De anser sig for at være direkte tilhængere af hans læresætninger og ønsker at efterligne fromheden hos de tre første islamgenerationer, salaf. Alle senere lærde er genoplivere, ikke grundlæggere, hvorfor nutidens lærde kun har til opgave at udbrede (eller minde om) instrukserne fra islams oprindelige tilhængere. Fra andres perspektiv begyndte salafismen historie imidlertid for få århundreder siden, omend det nøjagtige tid og sted er et emne for diskussion.
Et af de udbredte synspunkter blandt muslimske lærde er, at salafismens historie begyndte i Egypten i midten af det 19. århundrede blandt intellektuelle ved Al-Azhar Universitet, det mest fremtrædende center for undervisning i islam i Cairo. Førende blandt dem var Muhammad Abduh (1849-1905), Jamal al-Din al-Afghani (1839-1897) og Rashid Rida (1865-1935). Disse tidligere reformatorer indså behovet for en genoplivning af islam, efter at have bemærket nedgangen for den muslimske del af verden, som fulgte efter oplysningstiden i Europa. Al-Afghani var politisk aktivist, mens Abduh, der var lærd og overhoved for Egyptens domstole for religiøse anliggender, søgte gradvise reformer på det sociale og lovmæssige område for at "gøre sharia relevant i forhold til moderne problemer." Abduh argumenterede for, at de tidlige, muslimske generationer (salaf al-salihin, hvoraf navnet Salafiyya, som kendetegner Abduh og hans elever) havde skabt en levende civilisation, fordi de kreativt fortolkede Koranen og hadith for at søge svar på deres tids behov.
Andre, der betegner sig selv som salafister, vedkender sig ikke disse tidlige skikkelser. En prominent salafistisk hjemmeside, der beskriver sig selv som fremmende "tro og manhaj fra salaf us-saalih – ren og klar" , har blandt sine publikationer en, der hævder, at al-Afghani og Muhammad ‘Abduh var "kendte frimurere og ... at der også var stor vildledning i deres ideologi." Denne publikation påstår, at de var mere interesseret i en anti-kolonialistisk politisk bevægelse end i ortodoks islam (salafs vej), men at "deres proklamationer på vildledende vis også indeholdt slogans om at vende tilbage til forfædrenes vej, hvorfor man kan se den fejlagtige opfattelse blandt vestlige skribenter, at salafiyyah begyndte med Jamaal ud-Deen al-Afghaani og Muhammad Abduh, og også den fejlagtige opfattelse, at Hassan al-Bannah var med i salafiyyah, hvilket skyldes Muhammad Rasheed Ridhaas indflydelse på ham." "
Mange salafister peger i dag snarere på Muhammad ibn Abd al-Wahhab som den første moderne skikkelse, der agiterer for en tilbagevenden til den religiøse praksis fra salaf as-salih eller de "retfærdige forfædre".  Det forkyndte han i det 18. århundrede i Saudi Arabien, og hans arbejder (særlig Kitab at-Tawhid) er stadig udbredt læsning, og hans værker citeres ofte af flertallet af salafistiske lærde. Efter hans død blomstrede hans synspunkter op, hjulpet af generøs finansiel støtte fra Saud-familien, og startede dermed den nuværende salafistiske bevægelse, der har tilhængere over hele verden. Trods denne sammenhæng må det påpeges, at begreberne "salafisme" og wahhabisme ikke nødvendigvis er synonymer. Wahhabisme beskrives sommetider som en delmængde af salafismen, som et nedladende synonym for salafisme eller som en tidligere selvstændig retning inden for islamisk tankeverden, som tilegnede sig "salafismens sprog og symbolisme" indtil de to blev "praktisk taget ikke til at skelne fra hinanden" i 1970'erne.
I de seneste år har der især været opmærksomhed omkring Al-Qaeda, der beskriver sig selv som salafistisk, og som sammen med tilknyttede grupper agiterer for terrorisme, drab på civile og modstand mod mange muslimske grupper og regeringer, herunder det muslimske broderskab og regeringen i Saudi Arabien.  Der føres debat om den mest passende måde at reformere på, spændende fra voldelig politisk islamisme til mindre politisk evangelisme.
Til trods for mange lighedspunkter misbilliger de forskellige grupper ofte hinanden stærkt, og nogle af dem benægter endda deres salafistiske karakter.

## Nutidig salafisme

### Udbredelse og påvirkning
Salafisme er en bevægelse inden for sunni-islam, der omfatter adskillige grupper og varianter af trosretninger. Bevægelsen er stærkest i Mellemøsten men findes i de fleste lande med muslimsk majoritet. Den vinder desuden stigende tilslutning blandt indvandrede muslimer i områder som Europa, Canada og USA.
For rodløse immigranter og oprørske unge andengenerationsindvandrere i Europa har salafismen sin tiltrækning ved sin autenticitet, mens den for indbyggerne i de tætbefolkede byer i Mellemøsten tilbyder et følelsesmæssigt rigt alternativ til den arabiske nationalisme. Dens appel for yngre muslimer ligger i, at den er en acceptabel måde at adskille sig fra generationerne af forældre- og bedsteforældre på, fordi den anses for ren og renset for lokal, overtroisk og sædvanemæssig skik og brug fra familiernes hjemlande. Den giver en følelse af moralsk overlegenhed og understreger islams universelle karakter.
Salafismen insisterer på ufejlbarligheden af de muslimske skrifter og hvad der kan kaldes en streng fortolkning af sharia eller religiøs lov. Salafisterne har overtaget en del af arvegodset fra traditionalisterne, ligesom de sekulære muslimer kan siges at have det fra modernisterne, men salafismen har til en vis grad kunnet udmanøvrere sekularismen ved at overtage dennes traditionelle rolle som de svages forsvarer mod de magtfulde. Derved har salafismens fremgang tvunget politiske ledere i Mellemøsten til at give religion en større rolle i den politiske verden.

### Politisk tilhørsforhold
De forskellige salafistiske grupper adskiller sig ikke så meget fra hinanden i sager om islamisk praksis som f.eks. regler for bøn (salat) eller påklædning (hijab) som i deres holdning over for staten.
- Visse salafister opfordrer de troende til at støtte (eller udholde) den stat, de lever i. De troende opfordres til at udbrede salafismen ved ikke-voldelig missionsvirksomhed, socialt arbejde og ved at organisere sig politisk. Frem for alt bør de hjælpe hinanden med at leve en tilværelse i sand islamisk fromhed. (Rabi' al-Madkhali)
- Nogle salafister mener, at det jihad er tilladt over for udenlandsk, ikke-muslimsk okkupation, men ikke mod regeringer, som hævder at være islamiske. Sådanne bør reformeres, ikke voldeligt omstyrtes. Borgerkrig (fitna) skal undgås. (Salman al-'Awdah)

- andre salafister (der sommetider betegnes jihadistiske salafister eller omvendt salafistiske jihadister) anser det ikke bare for tilladt, men også nødvendigt, at de troende engagerer sig i jihad også mod regimer, som hævder at være islamiske, fordi de ikke er det, når de ikke følger sharia-lovene. Denne gruppe salafister har fået mest omtale i den ikke-muslimske del af verden fordi deres globale jihad-netværk har fået muslimer fra mange steder i verden til at kæmpe i områder som Iraq, Kashmir, Bosnien, Tjetjenien, Afghanistan og Filippinerne. Organisationer, som har fået betegnelsen jihadistiske salafister, omfatter bl.a. Jaish-e-Mohammed, Sipah-e-Sahaba fra Pakistan, [29] og Al-Qaeda. En af de mest fremtrædende fortalere for vold (eller "fysisk magt og jihaad for at afskaffe organisationer og autoriteter i Jahili-systemet") [30] var Sayyid Qutb, et egyptisk medlem af det muslimske broderskab, der skrev et kort manifest om politisk islam under titlen: Ma'alim fi-l-Tariq eller Milestones. Derfra kaldes denne gruppe muslimer nogle gange qutbier eller ikhwanier. Ikke alle jihadister er tilknyttet et globalt netværk. I Centralasien og Kaukasus er salafist-jihadist-bevægelsen af mere lokal indstilling som et udtryk for identitet i områder som Fergana og landsbyer i Dagestan. I centralasien hentyder udtrykket "wahabi" ikke til saudierne, men helt generelt til muslimske, politiske bevægelser, som ikke er underlagt regeringernes kontrol, men også til fundamentalister hjemhørende i Pakistan eller Afghanistan, uanset om disse hører til en politisk bevægelse eller ikke. [6]

## Salafistiske lærde i nyere tid

### Saudiarabien
- Muhammad ibn 'Abdul-Wahhab al-Tamimi (1703 – 1792)

- Fortaler for tilbagevenden til religionen, som Muhammad udøvede den
- Forfatter til Thalathat al-Usul (tre fundamentale principper), der beskriver de spørgsmål, som alle menes at blive stillet efter døden
- Forfatter til Kitab at-Tawhid en bog, som forklarer islamisk monoteisme, og hvad der er i strid med den

- 'Abdul-Rahman ibn Nasir al-Sa'di (1889 – 1956)

- Forfatter til Taysir al-Karim al-Rahman fi Tafsir Kalam al-Mannan en eksegese (tafsir) af Koranen.
- Forfatter til Manhaj al-Salikin en omfattende bog om fiqh.
- Skrev i alt 43 bøger inden for de forskellige islamiske videnskaber.

- 'Abdul-'Aziz ibn 'Abdullah ibn Baz (1909 – 1999)

- Tidligere stormufti i Saudiarabien
- Gav USA's militære styrker lov til at benytte saudiarabisk område under golfkrigen 1991 for at kunne befri Kuwait efter den irakiske besættelse

- Muhammad ibn Salih al-'Uthaimin (1925 – 2001)

- Læremester i fiqh, der skrev over halvtreds bøger om emnet
- Skrev en forklaring af ibn Taymiyyahs al-Aqidat Al-Hamawiyyah og al-Aqidat Al-Wasitiyyah

- Salih bin Fawzan al-Fawzan (født 1935)

- Har en kandidatgrad (Ph.d.) i islamisk retsvidenskab
- Har udgivet over tres værker om islamisk tro, lovkundskab og handlemåder
- Medlem af flere akademiske institutioner, herunder the Board of Senior Ulema, the Permanent Committee for Fatwa and Research, the Islamic Academy of Muslim World League og the Committee of Supervising Du'ah.

### Albanien
- Muhammad Nasiruddin al-Albani (1914 – 1999)

- Opholdt sig fortrinsvis i Syrien og Jordan
- Specialiserede sig i studiet af hadith
- Har bl.a. udgivet en fatwa imod at stemme ved parlamentsvalg
- Han er forfatter til The Prophet's Prayers Described om gennemførelse af muslimers foreskrevne bønner

### Yemen
- Muqbil bin Hadi al-Wadi'i (død 2001)
- Abul-Hasan al-Ma'ribi
- Yahya al-Hajuri

## Ældre salafiske imamer autoriteter
Moderne salafister anser bl.a. de følgende imamer som værende forgængere:

### Stor-Khorasan
- Imam al-Bukhari, der samlede de hadither fra Muhammad, der er kendt som Sahih al-Bukhari og Khalq Af'al al-'Ibad, og som beskriver overbevisninger i Salafismen på mange områder

### Egypten
- al-Tahawi, forfatter til Aqidah at-Tahawiyyah
- Ibn Hajar al-Asqalani[32], forfatter til Fath al-Bari

### Irak
- Imam Ahmad ibn Hanbal (780 – 855), forfatter til Musnad Ahmad ibn Hanbal og Usul us-Sunnah m.fl.
- al-Barbahari (død 940)

- Kendt for sin livlige og dog autoritative skrivestil
- Forfatter til flere bøger, hvoraf den mest kendte er Explanation of the Creed, som beskriver de fundamentale trossætninger (aqeedah) for sunnimuslimerne

### Syrien
- Ibn Taymiyyah (1263 – 1328)

- Forfatter til al-Aqidat Al-Hamawiyyah og al-Aqidat Al-Wasitiyyah med grundlæggende trosforklaringer
- Lærd inden for fiqh, der har udstedt adskillige fatwaer om forskellige emner

- Ibn Qayyim al-Jawziyyah (1292 – 1350)
- Al-Dhahabi (1274 – 1348)
- Adnan Aroor